# Hospital Regional de Malabo
El Hospital Regional de Malabo o simplemente el «Hospital de Malabo» es un centro de salud localizado en la ciudad de Malabo, capital del país africano de Guinea Ecuatorial, en el norte de la isla de Bioko. En 2013 el hospital se destacó por ser el primer lugar en el país donde se realizó una operación de tumor de tiroides en conjunto con un equipo de la República de Cuba. Esto debido a que Guinea Ecuatorial y Cuba tienen un convenio para la preparación de profesionales en varias especialidades médicas en la nación antillana, acuerdo que por ejemplo permitió la formación de una de las directoras del centro, Matilde Riloha. Entre otras secciones el hospital cuenta con servicios de ginecología, infecciosos, urgencias, sala de cirugía, paritorio, quirófanos y el almacén de los antirretrovirales.